# Stenandrium amoenum
Stenandrium amoenum là một loài thực vật có hoa trong họ Ô rô. Loài này được (Benoist) Vollesen miêu tả khoa học đầu tiên năm 1992.